# Soldat de bronze
Le soldat de bronze, est une statue d'un soldat en uniforme soviétique qui commémorait les soldats soviétiques de la Seconde Guerre mondiale sur la colline de Tõnismäe (litt. colline de Saint-Antoine) dans le centre de Tallinn en Estonie depuis 1947.
Beaucoup d'Estoniens considèrent ce soldat de bronze comme un symbole de l'occupation soviétique liée, à leurs yeux, aux crimes soviétiques, alors que pour la minorité russophone vivant en Estonie, ce monument représente la victoire sur le fascisme durant la Seconde Guerre mondiale.
Après des années de controverses, en 2007, les autorités estoniennes ont décidé d'un compromis : le monument ne serait pas détruit, mais déplacé de la colline Saint Antoine dans le cimetière des Forces de Défense de Tallinn. Cette décision a provoqué une vive réaction du gouvernement russe et des émeutes dans la minorité russe du pays.

## Conception
Le monument, érigé en 1947, œuvre du sculpteur Enn Roos et de l'architecte Arnold Alas, comporte une représentation en bronze de soldat de l'Armée rouge enchâssée dans un grand mur de pierre. Il commémore les soldats soviétiques morts au combat durant la Grande Guerre patriotique de 1941 à 1945, et non lors de l'occupation soviétique de l'Estonie en 1940, selon le pacte germano-soviétique, sans que l'URSS soit alors en guerre et sans que l'Armée rouge subisse de pertes. En 1964, une flamme éternelle fut allumée devant le monument : elle fut retirée quand l'indépendance de l'Estonie fut rétablie. L'inscription en este et en russe est : « Pour ceux qui sont tombés durant la Seconde Guerre mondiale ». Le nombre exact et le nom des personnes enterrées sous le monument n'ont pas été déterminés avec certitude, bien que le ministère estonien des Affaires étrangères ait commandé une étude historique sur le sujet en 2006.

### Tombe collective
Selon les registres du Commissariat militaire du département militaire de la Baltique, 13 soldats tombés durant la Seconde Guerre mondiale furent enterrés dans une fosse commune sur la colline de Tõnismägi en avril 1945 :
- Lieutenant-colonel Mikhaïl Petrovitch Koulikov (Михаил Петрович Куликов) - commandant du 657e régiment
- Capitaine Ivan Mikhaïlovitch Syssoïev (Иван Михайлович Сысоев) - commissaire politique du 657e régiment
- Gefreiter Dmitri Belov - 125e division (tué au combat à 45 km de Tallinn)
- Colonel Konstantin Pavlovitch Kolesnikov (Константин Павлович Колесников) - 125e division (tué dans la bataille à 45 km de Tallinn)
- Capitaine Ivan Stepanovitch Serkov (Иван Степанович Серков) - 125e division (tué dans la bataille à 45 km de Tallinn)
- Major Vasilii Ivanovitch Kouznetsov (Василий Иванович Кузнецов) - 125e division
- Lieutenant Vasilii Iegorevitch Volkov (Василий Егорович Волков) - 125e division
- Capitaine Alekseï Matveïevitch Bryantsev (Алексей Матвеевич Брянцев) - 125e division
- Sergent Stepan Illarionovitch Khapikalo (Степан Илларионович Хапикало) -  commandant du 26e régiment de blindés[5]
- Médecin militaire Elena Mikhaïlovna Varchavskaïa (Елена Михайловна Варшавская) - 40e régiment des gardes motards (mort le 22 ou 23 septembre à Tallinn)
- Sergent Aleksandr Grigorov - mort le 7 mars 1945
- Lieutenant-colonel Kotelnikov - pas plus d'informations
- Lieutenant I. Loukanov - pas plus d'informations.

## Controverse

### Contexte
En 1991, sous le mandat d'Edgar Savisaar et le président communiste Arnold Rüütel, la RSS estonienne, déclarait son indépendance de l'Union soviétique en cours de dislocation. À cette époque, plus d'un tiers de la population de l'Estonie était d'origine russe ou issue d'autres populations de migrants économiques de l'Union soviétique, qui avaient été attirés en Estonie par sa rapide industrialisation d'après-guerre, tandis qu'un grand nombre d'autochtones étaient déportés.
En 1992, sous le premier ministre Mart Laar, une nouvelle loi sur la citoyenneté est passée, réservant la nationalité estonienne aux descendants de citoyens d'avant 1940. Les autres citoyens de l'ex-Union soviétique pouvaient demander la citoyenneté estonienne après avoir passé un examen d'histoire et de langue estoniennes. En 1992, la citoyenneté soviétique ayant disparu sans que la citoyenneté russe la remplace automatiquement, 32 % des résidents estoniens n'avaient aucune nationalité. Parmi les populations d'origine non estonienne, près d'un tiers a reçu la nationalité estonienne, un tiers a choisi la nationalité russe et un tiers reste sans aucune nationalité. En avril 2006, le recensement du ministère de l'Intérieur estonien établit que 9 % des résidents estoniens n'ont pas de nationalité connue et 7,4 ont une nationalité étrangère.
S'il y a eu des appels des mouvements pro-russes pour tout résident estonien non-citoyen à retourner en Russie, la politique officielle du gouvernement estonien a été l'« intégration », en demandant aux russophones d'apprendre au moins les rudiments de la langue estonienne.
La question de l'histoire d'après la Seconde Guerre mondiale est le cœur de la question identitaire en Estonie. Les Estoniens considèrent généralement la période communiste comme une dictature illégale issue de l'occupation soviétique des pays baltes, non-reconnue par les membres non-communistes de l'ONU,, tandis que pour les russophones et pour la population apatride elle symbolise leur droit de vivre en Estonie en tant que descendants des libérateurs, et non en tant qu'occupants illégaux.
Pour les Estoniens, le soldat de bronze symbolise le début de l'occupation, quand le gouvernement estonien, réuni après que l'armée allemande eut évacué Tallinn (capitale de l'Estonie), fut renversé par les Soviétiques à leur arrivée à Tallinn et ses membres arrêtés par le NKVD, tout comme il symbolise la répression politique et les déportations massives qui suivirent.

### Confrontation
À partir du rétablissement de l'indépendance estonienne, les anciens combattants russes de la Seconde Guerre mondiale et les représentants de la population russophone ont continué à se réunir au pied du monument à certaines dates, célébrant le 9 mai, le jour de la victoire, et le 22 septembre, date à laquelle l'armée soviétique entra dans Tallinn en 1944. L'étalage de drapeaux soviétiques et autres symboles lors de ces réunions agaçait les Estoniens et le gouvernement.

## Déplacement du monument

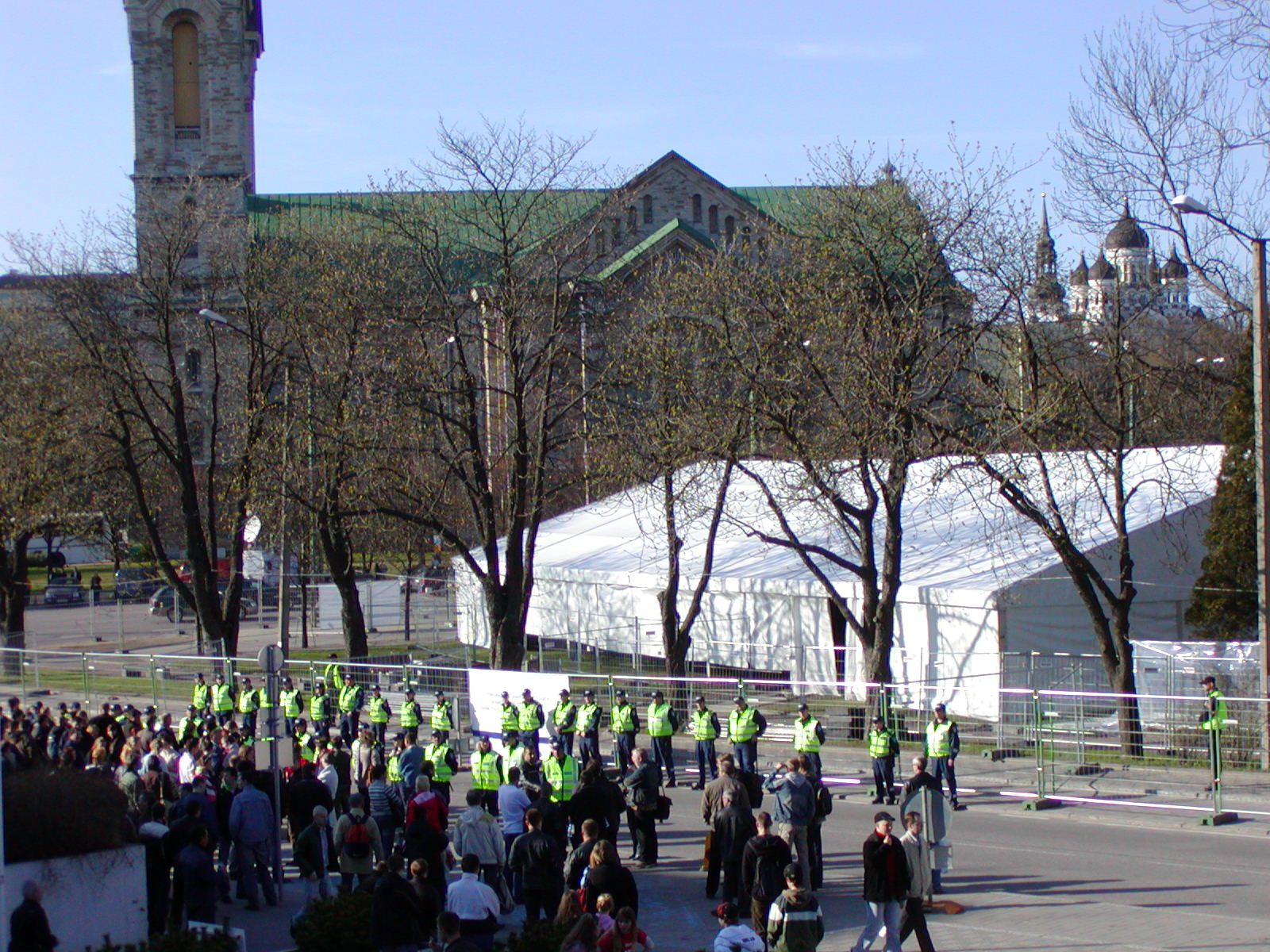
Démontage du monument sous un barnum.

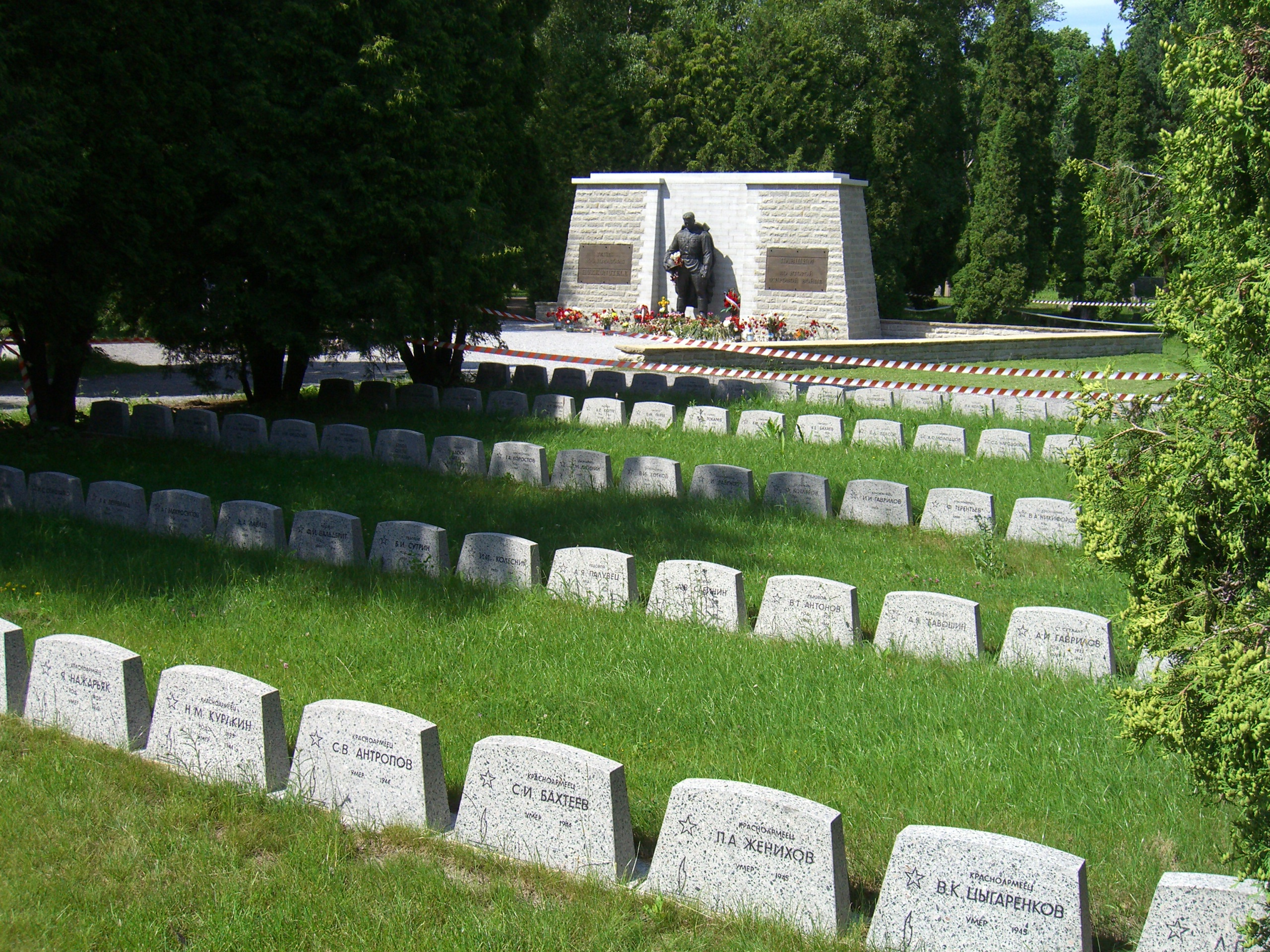
Le monument à sa nouvelle place au Cimetière des Forces de Défense de Tallinn.

Une rencontre non violente devant le monument eut lieu le 9 mai 2006 quand des indépendantistes estoniens menés par Jüri Liim s'opposèrent aux anciens combattants. Les tensions montèrent encore d'un cran en septembre 2006 et une surveillance policière fut maintenue durant plusieurs mois. La statue fut déplacée par le gouvernement le 27 avril 2007 après que les manifestations soient devenues violentes. Elle est définitivement replacée en mai et juin 2007 dans le Cimetière des Forces de Défense de Tallinn.

### Loi sur la protection des cimetières militaires
Le 10 janvier 2007, le Riigikogu, par 66 voix pour et 6 voix contre, a adopté une loi sur la protection des cimetières militaires, proposée par le parti de la réforme, le parti social-démocrate, et l'Union Pro Patria et Res Publica. Le préambule de la loi déclare :

« Respectant et reconnaissant l'obligation de la république d'Estonie d'assurer la protection, le respect et le traitement digne des restes des personnes décédées lors d'opérations militaires sur le territoire de l'Estonie ;
Considérant que l'enterrement des personnes tuées à la guerre dans des lieux inappropriés ne correspond pas à la culture européenne et à la tradition d'honorer la mémoire et les restes des morts ;
Sur la base de l'Article 34 du Protocole additionnel du 8 juin 1977 (I) aux Conventions de Genève du 12 août 1949 sur la protection des victimes des conflits armés internationaux, selon lequel l'État estonien est tenu d'assurer le respect des dépouilles et des lieux de sépulture des personnes décédées sur le territoire estonien à la suite des hostilités et pour célébrer celles-ci, et en vertu duquel l'État estonien est autorisé à réenterrer les restes sur la base de l'intérêt public, le Riigikogu adopte cette loi. »

La loi a été votée pour légitimer le retrait du Soldat de bronze car cela n'avait pas de base légale avant.